# Fiorano al Serio
Fiorano al Serio – miejscowość i gmina we Włoszech, w regionie Lombardia, w prowincji Bergamo.
Według danych na styczeń 2009 gminę zamieszkiwały 3092 osoby przy gęstości zaludnienia 2811 os./1 km².